# Костка, Станислав (воевода хелмненский)
Станислав Костка из Ростково (1487 — 7 декабря 1555) — польский государственный и военный деятель, подскарбий Прусской земли (с 1531), каштелян эльблонгский (с 1544) и хелмненский (с 1545), воевода поморский (1546—1551) и хелмненский (1551—1555), староста косцежинский, голюбский, пуцкий, тчевский и липинецкий.

## Биография
Отец — Якуб Костка (1428—1494), полковник короля польского Казимира Ягеллончика, участник битвы с тевтонскими рыцарями-крестоносцами под Дзялдово.
Мать — Анна Rokus von Sehfelden
Станислав Костка служил дворянином короля Польши и Венгрии, был экономом Мальборка. Занимал ряд крупных должностей: подскарбий Прусской земли (1531—1554), каштелян эльблонгский (1544—1545) и хелмненский (1545—1546), воевода поморский (1546—1551) и хелмненский (1551—1555). Ему принадлежали староства пуцкое, тчевское, косцежинское, голюбское и липинецкое.
В 1519—1520 годах Станислав Костка участвовал в войне Польского королевства против Тевтонского ордена. Был сторонником объединения Королевской Пруссии с Польшей. В 1549 году был избран послом (депутатом) на прусский сейм в Мальборке.

## Семья и дети
Жена — Ядвига из Elenborgu (Eilemberku), от которой у него было десять детей:
- Ян Костка (1529—1581), воевода сандомирский (1574—1581)
- Кшиштоф Костка (1530—1594), воевода поморский (1577—1594)
- Станислав Костака (ум. 1548)
- Анджей Костка (ум. 1550)
- Эльжбета Костка, муж — подкоморий хелмненский Мельхиор Мостецкий
- Криштина Костка, муж — каштелян добжыньский Павел Дзялынский (ум. ок. 1583)
- Маргарита Костка, муж — каштелян бжесць-куявский Анджей Служевский
- Анна Костка (ум. 1578/1579), муж — каштелян гданьский и эльблонгский Ежи Конопацкий (ум. 1566)
- Барбара Костка, муж — судья земли тчевской и михаловской Фабиан Быстрам из Зайёнчкува
- Катаржина Костка, 1-й муж с 1557 года каштелян рыпинский Анджей Серсцкий, 2-й муж — каштелян хелмненский Ян Немоевский